# Sale di Reinecke
Il sale di Reinecke o reineckato di ammonio è il nome comune del composto chimico con formula NH4[Cr(NH3)2(NCS)4]·H2O. In condizioni normali è un solido cristallino di colore rosso scuro. Esiste anche il corrispondente sale di potassio, il reineckato di potassio, K[Cr(NH3)2(NCS)4].

## Struttura
Il cromo nello stato di ossidazione +3 si trova al centro di un complesso ottaedrico, coordinato da sei atomi di azoto. I due leganti NH3 sono disposti in posizione trans. Il sale cristallizza con una molecola di acqua.

## Sintesi
Il sale di Reinecke fu descritto per la prima volta da Reinecke nel 1863. Si può preparare trattando NH4SCN fuso (ca. 145–150 °C) con (NH4)2Cr2O7.

## Reattività
Il sale di Reinecke non è stabile in soluzione; il complesso si decompone e la soluzione acquosa di colore inizialmente rosso scuro diventa blu con rilascio di cianuro di idrogeno. La velocità di decomposizione cresce all'aumentare della temperatura.

## Usi
Il reineckato di ammonio è disponibile in commercio. Veniva comunemente usato per precipitare ammine primarie e secondarie formando i rispettivi sali di ammonio. Si formano precipitati cristallini anche con ammine derivate da amminoacidi come prolina e idrossiprolina. Il sale reagisce inoltre con Hg2+, formando una colorazione rossa o un precipitato rosso. 
Il reineckato di potassio è usato come attinometro.

## Indicazioni di sicurezza
Il sale di Reinecke è considerato nocivo per inalazione, per contatto con la pelle e per ingestione. Non ci sono dati che indichino proprietà cancerogene. È altamente tossico per gli organismi acquatici.